# Формула сумування Абеля
Фо́рмула суму́вання А́беля, яку ввів норвезький математик Нільс Генрік Абель, часто застосовується в теорії чисел для оцінення сум скінченних і нескінченних рядів.

## Формула
Нехай {\displaystyle a_{n}} — послідовність дійсних або комплексних чисел і {\displaystyle f(x)} — неперервно диференційовна на промені {\displaystyle [1,x)} функція. Тоді
{\displaystyle \sum _{1\leqslant n\leqslant x}a_{n}f(n)=A(x)f(x)-\int _{1}^{x}A(u)f'(u)\,\mathrm {d} u}
де
{\displaystyle A(x):=\sum _{0<n\leqslant x}a_{n}\,.}
В загальному випадку, якщо {\displaystyle f(x)} є неперервно диференційовною на {\displaystyle [x,y)} то
{\displaystyle \sum _{x<n\leqslant y}a_{n}f(n)=A(y)f(y)-A(x)f(x)-\int _{x}^{y}A(u)f'(u)\,\mathrm {d} u\,.}
Якщо часткові суми ряду {\displaystyle a_{n}} обмежені, а {\displaystyle \lim \limits _{x\to \infty }f(x)=0}, то граничним переходом можна отримати таку рівність
{\displaystyle \sum _{n=1}^{\infty }a_{n}f(n)=-\int \limits _{1}^{+\infty }A(u)f'(u)\,\mathrm {d} u}

## Приклади

### Стала Ейлера— Маскероні
Для {\displaystyle a_{n}=1} і {\displaystyle f(x)={\frac {1}{x}}\,,} легко бачити, що {\displaystyle A(x)=\lfloor x\rfloor ,} тоді
{\displaystyle \sum _{n=1}^{x}{\frac {1}{n}}={\frac {\lfloor x\rfloor }{x}}+\int _{1}^{x}{\frac {\lfloor u\rfloor }{u^{2}}}\,\mathrm {d} u={\frac {\lfloor x\rfloor }{x}}+\mathrm {ln} (x)-\int _{1}^{x}{\frac {\{u\}}{u^{2}}}\mathrm {d} u}
переносячи в ліву частину логарифм і переходячи до границі, отримуємо вираз для сталої Ейлера — Маскероні:
{\displaystyle \gamma =1-\int \limits _{1}^{\infty }{\frac {\{u\}}{u^{2}}}\,du}, де {\displaystyle \left\{t\right\}} — дробова частина число {\displaystyle t}.

### Подання дзета-функції Рімана
Для {\displaystyle a_{n}=1} і {\displaystyle f(x)={\frac {1}{x^{s}}}\,,} аналогічно {\displaystyle A(x)=\lfloor x\rfloor ,} тоді
{\displaystyle \sum _{1}^{\infty }{\frac {1}{n^{s}}}=s\int _{1}^{\infty }{\frac {\lfloor u\rfloor }{u^{1+s}}}\mathrm {d} u=s\left(\int _{1}^{\infty }{\frac {u}{u^{1+s}}}\mathrm {d} u-\int _{1}^{\infty }{\frac {\{u\}}{u^{1+s}}}\mathrm {d} u\right)=1+{\frac {1}{s-1}}-s\int _{1}^{\infty }{\frac {\{u\}}{u^{1+s}}}\mathrm {d} u\,.}
Цю формулу можна використовувати для визначення дзета-функції в області {\displaystyle \Re (s)>0,} оскільки в цьому випадку інтеграл збігається абсолютно. Крім того, з неї випливає, що {\displaystyle \zeta (s)} має простий полюс із лишком 1 у точці s = 1.

### Сумування Ейлера — Маклорена
У загальному випадку, якщо {\displaystyle f(x)} є неперервно диференційовною на {\displaystyle [x,y)} і всі {\displaystyle a_{n}=1} (тоді також {\displaystyle A(x)=\lfloor x\rfloor }) то:
{\displaystyle {\begin{aligned}\sum _{x<n\leqslant y}f(n)&=f(y)\lfloor y\rfloor -f(x)\lfloor x\rfloor -\int _{x}^{y}\lfloor u\rfloor f'(u)\,\mathrm {d} u\,=\\&=f(y)(y-\{y\})-f(x)(x-\{x\})-\int _{x}^{y}(u-\{u\})f'(u)\,\mathrm {d} u\,=\\&=f(x)\{x\}-f(y)\{y\}+\int _{x}^{y}\{u\}f'(u)\,\mathrm {d} u+f(y)y-f(x)x-\int _{x}^{y}uf'(u)\,=\\&=f(x)\{x\}-f(y)\{y\}+\int _{x}^{y}\{u\}f'(u)\,\mathrm {d} u+\int _{x}^{y}f(u).\end{aligned}}}
Для доведення останньої рівності використано інтегрування частинами.
Рівність
{\displaystyle \sum _{x<n\leqslant y}f(n)=f(x)\{x\}-f(y)\{y\}+\int _{x}^{y}\{u\}f'(u)\,\mathrm {d} u+\int _{x}^{y}f(u)\,\mathrm {d} u}
називається формулою сумування Ейлера — Маклорена. Якщо {\displaystyle x,y} є цілими числами, то вона є найпростішим випадком формул Ейлера — Маклорена. Дана формула часто використовується у аналітичній теорії чисел. Зокрема приклади вище є частковими випадками цієї формули.
Інший важливий приклад застосування можна отримати, якщо взяти {\displaystyle x=1} і {\displaystyle f(u)=\ln u.} Тоді
{\displaystyle \sum _{n\leqslant y}\ln n=\int _{1}^{y}\ln u\,\mathrm {d} u+\int _{1}^{y}{\frac {\{u\}}{u}}\,\mathrm {d} u-\{y\}\ln y.}
Перший доданок у правій частині є рівним {\displaystyle y\ln y-y,} а два інші є {\displaystyle O(\ln y).} Отже остаточно:
{\displaystyle \sum _{n\leqslant y}\ln n=y\ln y-y+O(\ln y).}